# Король-Мельник Антоніна Юліанівна
Антоніна Юліанівна Король-Мельник (1922, селище Войнилів — †31 жовтня 1946, село Липа) — українська лікарка, учасниця ОУН.

## Життєпис
Антоніна Король народилася в сім'ї службовця. Її батько — Юліан Король — вчений, шанований поштмейстер. Закінчила гімназію у м. Станіслав (тепер — Івано-Франківськ). Студіювала медицину у Львові. Тут ближче познайомилась з Ярославом Мельником, який часто бував у місті як керівник ОУН Калуського повіту, і за його рекомендацією вступила до ОУН.
Під час німецької окупації продовжувала навчання на медичному факультеті Львівського університету, останній курс медицини студіювала у Празі (Чехословаччина). На зимові канікули приїхала до батьків, але вже не повернулась на навчання. Пішла у підпілля.
Влітку 1944 року повінчалась з Ярославом Мельником. Була водночас лікаркою, друкаркою, кухаркою, а під час боїв — ще й санітаркою. Навесні 1945 року народила близнюків — дівчинку і хлопчика. Далися взнаки умови, в яких жила Король-Мельник: хлопчик народився слабеньким і невдовзі помер. А дочку Віру повстанці залишили у жінки з трьома її дітьми. Вона і ростила Віру сім років.
31 жовтня 1946 року, через зрадника, після тижневої облоги гори Яворини, спецслужби виявили криївку. Антоніна Король-Мельник трагічно загинула разом із чоловіком та ще сімома підпільниками з крайового проводу ОУН.